# توماس هنت
توماس هنت (1696 - 1774 م) هو مستشرق، إنكليزي.
تخرج من أكسفورد. عُين أستاذا للعربية في أكسفورد سنة 1738 م وأستاذا للعبرية سنة 1747 م.
من آثاره: نشر نبذا من مخطوط عربي (1728 م) وترجمة أقسام من الرازي بالاتينية (باريس وليدن، 1757 و 1759 و 1773 م).